# つばめ (駆潜艇)
つばめ（ローマ字：JDS Tsubame, PC-306）は、海上自衛隊の駆潜艇。かもめ型駆潜艇の2番艇。艇名はツバメに由来する。隼型水雷艇「燕」、燕型敷設艇「燕」に次いで日本の艦艇としては3代目。

## 艦歴
「つばめ」は、昭和29年度330t甲型駆潜艇第3004号艇として、呉造船所で1956年3月15日に起工され、1956年10月10日に進水、1957年1月31日に就役し、大湊地方隊に編入された。
1957年3月1日、大湊地方隊隷下に第2駆潜隊が新編され「かもめ」、「みさご」とともに編入。
1960年3月1日、第2駆潜隊が呉地方隊隷下に編成替え。
1977年5月14日、除籍。